# Aeroporto Internazionale di Delhi
L'Aeroporto Internazionale di Delhi è situato nel sud-ovest di Delhi, in India. È intitolato a Indira Gandhi, primo Ministro indiano dal 1980 al 1984. È l'aeroporto maggiormente frequentato in India e nell'Asia meridionale, con la gestione del più grosso traffico di merci e passeggeri del sub-continente.
Fu inizialmente gestito dalla Indian Air Force, che fu parte della Palam Airport, fino a quando la sua gestione fu trasferita all'Autorità Aeroportuale dell'India. Nel maggio 2006, la gestione dello scalo è passata sotto la joint venture conosciuta come Delhi International Airport Limited (DIAL), condotta dal GMR Group, che ha inoltre la responsabilità sull'espansione e sulla modernizzazione dell'aeroporto. Aperta il 23 febbraio 2011, la linea Airport Express della metropolitana di Delhi collega lo scalo al resto della città.

## Storia
L'aeroporto, inizialmente conosciuto come Palam Airport, fu costruito intorno alla Seconda guerra mondiale per essere utilizzato come uno scalo dell'aeronautica militare indiana, l'Indian Air Force. A seguito dell'aumento del traffico, le operazioni dei passeggeri furono successivamente spostate verso l'Aeroporto di Safdarjung nel 1962. Il Palam Airport aveva una capacità di circa 1.300 passeggeri all'ora.
Con l'ulteriore incremento del traffico aereo negli anni settanta, fu costruito un terminal aggiuntivo pari a quattro volte l'area del vecchio Palam Airport. In occasione dell'inaugurazione del nuovo terminal internazionale (Terminal 2) a forma trapezoidale, il 2 maggio 1986, l'aeroporto fu rinominato Indira Gandhi International (IGI) Airport. Il terminal trapezoidale (internazionale) ha nove manicotti d'imbarco.